# Solenostoma patoniae
Solenostoma patoniae là một loài rêu tản trong họ Jungermanniaceae. Loài này được (Grolle, D. B. Schill & D.G. Long) Feldberg, Hentschel, Bombosch, D.G. Long, Váňa & J. Heinrichs mô tả khoa học lần đầu tiên năm 2009.